# 根西旗幟

旗幟比例： 2：3 -- 根西旗幟

旗幟比例： 1：2 -- 根西民船旗幟

旗幟比例： 1：2 -- 根西政府旗幟

根西旗幟（1936年）

根西旗幟（Flag of Guernsey）是指英國王室屬地根西的旗幟。于1985年获得通过，由圣乔治红十字与在它内部的黄金交叉组成。它是由根西国旗调查委员会，由当时的副执行主任格雷厄姆主持设计并首次在岛内首次使用于1985年2月15日。

## 歷史
現在的根西旗幟是在1985年4月30日被採用，以金十字加上一個聖喬治的紅十字內所組成的。這個改變是用於在國際體育賽事上辨識根西和英格蘭的代表。根西旗幟是由根西旗幟委員會主席格拉咸·多利（Sir Graham Dorey）設計的，並於1985年2月15日在島上正式飄揚。由於歷山二世給予金十字作為諾曼第公爵威廉一世在黑斯廷斯戰役中的旗幟，換句話來說，威廉一世的旗幟由本來的聖喬治十字再加上金十字，便即是現在的根西旗幟。
以前的根西旗幟是聖喬治十字，簡單來說就是現在的英格蘭國旗。1936年，根西被允許使用此旗作為旗幟。然而，早在十九世紀中期，便有證據指出根西島經已在使用以前的根西旗幟。那時的聖喬治十字是在藍白方格上的。

1936–1985 旗幟
19世紀旗幟

## 外部連結
- States of Guernsey （页面存档备份，存于） - official government site
- VisitGuernsey/ Guernsey Tourism
- BBC Guernsey （页面存档备份，存于） - local features and news
- This Is Guernsey - information and news from the Guernsey Press and Star
- The Guille-Allès Library （页面存档备份，存于） - public library
- The Priaulx Library （页面存档备份，存于） - local studies library
- La Société Guernesiaise （页面存档备份，存于）
- The Guernsey Society （页面存档备份，存于） - a network for Guernsey people worldwide
- Map of Guernsey （页面存档备份，存于）